# آسالو
آسالو (به مجاری: Aszaló) روستاییست در شهرستان بورشود-آبااوی-زمپلن در کشور مجارستان. جمعیت این روستا در ۲۰۰۹، ۱٬۹۶۰ نفر بوده‌است.